# Rutali
Rutali est une commune française située dans la circonscription départementale de la Haute-Corse et le territoire de la collectivité de Corse. Le village appartient à l'ancienne piève de Rosolo, dans le Nebbio.

## Géographie

### Localisation
Rutali se situe au nord-est de l'île, au sud de l'agglomération bastiaise, au sud-est du Nebbio et en limite de la plaine de la Marana. Au Moyen Âge, Rutali appartenait à la pieve de Rosoli.
Au début du XVIe siècle, Mgr Agostino Giustiniani, évêque de Nebbio en 1515, écrivait dans son Dialogo nominato Corsica : 

« [...] Viennent ensuite Brighetta et Casatico, qui sont deux villages fort petits ; en partant de Casatico et en gravissant la montagne, on arrive à l'église S. Stefano, dont nous avons parlé plus haut, et où se termine la chaîne du Cap-Corse. On y traverse sur un pont de pierre le cours du Bevinco. En deçà de cette rivière il y a deux petits villages, Rutali et Torreno ; là aussi se trouvent le bois de Stella et les autres dont nous avons parlé. »

— Mgr Agostino Giustiniani in Description de la Corse, traduction de Lucien Auguste Letteron in Histoire de la Corse, Bulletin de la Société des sciences historiques & naturelles de la Corse – Tome I - 1888. p. 29
Communes limitrophes

### Géologie et relief
Rutali se trouve dans la Corse orientale où dominent les schistes.

« Au Nord-ouest des communes de Scolca, Volpajola et Campitello, il existe une masse extrêmement puissante de péridotite, de gabbro et de serpentine formant les monts de Cottone, de Spazzuolo, de Taffoni et fournissant des ramifications jusque vers Murato, Rutali et bien plus au Nord jusqu'au-delà d'Olmeta-di-Tuda. [...] c'est ainsi que du Cap Corse à Rutali, elles représentent presque la totalité des roches qu'on y rencontre. »

— D. Hollande in Géologie de la Corse, p. 102, 113.
La commune occupe la partie septentrionale du massif de Stella qui se situe dans le prolongement de la Serra di Pigno, la chaîne montagneuse du Cap Corse au nord, et se prolonge jusqu'au massif du San Petrone au sud. C'est une commune de moyenne montagne, sans façade maritime, qui jouxte à l'est la plaine de la Marana. Ses principaux sommets, disposés sur un chaînon orienté dans un axe nord - sud, sont le monte Torriccella (834 m), la cima des Taffoni (1 117 m), « à cheval » sur Rutali, Borgo et Vignale, et la pointe d'Evoli (1 151 m), « à cheval » sur Rutali, Vignale et Scolca. Depuis Serrale (1 053 m) sur le chaînon précité, s'épaule une arête qui décline régulièrement jusqu'à la punta Orniccia (666 m) avant de rejoindre à la côte 158 m le lit du ruisseau de Figareto (ou ruisseau de Chiarasgetto en amont), via Pietra Ellerata (888 m) et cima del Forno (747 m).
Le chaînon partage son territoire  en deux secteurs :
- à l'ouest, un secteur qui s'étend jusqu'au lit du Bevinco, dans la partie de son cours comprise entre 348 m (confluence avec le ruisseau de Felicione[1]) et 298 m d'altitude, au Mulinu Alle Noce. La toponymie révèle de son occupation humaine autrefois : « Torreno » pour le village aujourd'hui disparu, « San Vito » pour l'emplacement de l'ancienne église romane, « Presa » pour la partie cultivée du territoire, « Romano » pour la présence de Romains venus de la colonie de Mariana. Le village de Rutali y est construit, à une altitude moyenne de 550 m.
- à l'est, un secteur représenté par le vallon inhabité du ruisseau de Chiarasgetto[2] ouvert sur l'étang de Biguglia.

Au nord, les limites territoriales longent la rive droite du Bevinco dans le défilé du Lancone.

### Hydrographie

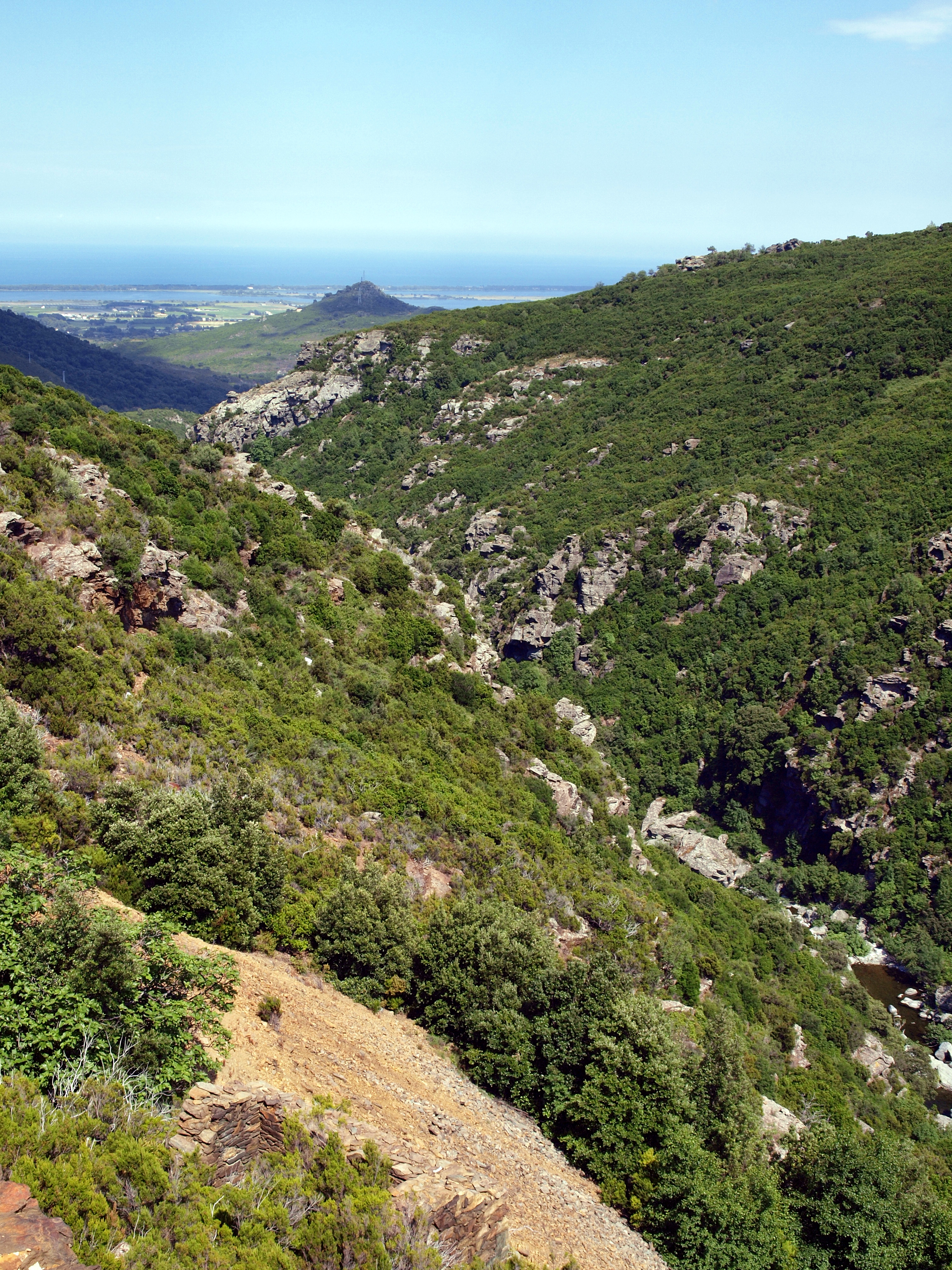
Le Bevinco en aval du défilé de Lancone.

Le réseau hydrographique est dense. De nombreux cours d'eau naissent sur les flancs de la ligne de crête du Stella.
Le Bevinco est le principal cours d'eau communal. Long de 28 km. Il prend naissance sur Lento et termine sa course dans l'étang de Biguglia. Son cours longe par deux fois la commune de Rutali, la première sur environ 0,350 km, la deuxième sur près de 1,8 km. Sur ce parcours, il reçoit les eaux des ruisseaux de Case Vecchie, de Torreno et de Sorbello.
Le ruisseau de Felicione, long de 4,4 km, affluent du Bevinco, et dont la majeure partie du cours délimite Murato et Rutali, reçoit les eaux du ruisseau de Fiuraccia, long de 2 km.
À l'est, le ruisseau de Pietre Turchine, long de 8 km, est tributaire de l'étang de Biguglia. Il porte en aval les noms de ruisseau de Figareto et de ruisseau de Chiarasgetto.
De nombreuses sources et fontaines existent sur les flancs occidentaux du Monte Torriccella.

### Climat et végétation
Tout comme pour les communes de la microrégion, Rutali est soumis au climat méditerranéen, c’est-à-dire que les hivers y sont relativement doux et les étés chauds. Les précipitations sont faibles en été et très fortes en automne. Elles sont modérées le reste de l'année, variant de 60 mm à 80 mm selon les saisons. Le vent dominant est le liventu, un vent d’est fréquent et fort dans la région. Les vents d’ouest, nord-ouest et nord sont également forts, mais avec une fréquence moindre.
La ligne de crête qui partage le territoire communal en deux, joue un rôle important sur le climat et la végétation. La partie occidentale est soumise aux fréquents vents d'ouest dominants, mais qui perdent de leur intensité dans ce fond de la cuvette du Nebbio. La partie orientale est exposée aux vents d'est, apporteurs de pluie comme dans toute la partie occidentale de la Castagniccia située plus au sud. La végétation y est donc plus luxuriante. La partie méridionale, la plus haute, est couverte par la forêt : bois de Stella et forêt de Calghete, qui composent en partie la forêt territoriale de Stella et couvrent une superficie de 101,803 9 ha.
Le vallon du ruisseau de Chiarasgetto ouvert au nord-est, est quant à lui un secteur où la roche nue et le maquis se partagent le paysage. Seuls quelques bosquets de feuillus occupent les flancs supérieurs et les rives du cours d'eau.
La majeure partie de son territoire, qui se situe à l’étage méso-méditerranéen, est composée d’un maquis plus ou moins dense à Arbousier et Bruyère arborescente et une forte densité de châtaigniers. Rutali présente encore de nombreux bosquets de châtaigniers plantés au cours du passé par l’homme, en substitution à des chênaies.

### Voies de communication et transports

#### Accès routiers
La petite et sinueuse route D 305 dessert le village de Rutali. Elle relie le centre du village de Murato à la route D 82 qui donne accès à la fois au col de Santo Stephano et au giratoire du « Numéro Quatre » sur la RT 10 (ex-RN 193). De ce rond-point au hameau d'Ortale (commune de Biguglia), la section de la D 82 est dite localement « route d'Ortale ». Elle porte aussi le nom de Route de Rutali. La D 82 fait une brève incursion sur Rutali, à un kilomètre au sud du col de Santo Stephano.

#### Transports
Aucun service de transport en commun ne dessert le village.
La gare des Chemins de fer de Corse la plus proche est la gare de Borgo, distante de 16 km.
L'aéroport le plus proche est l'aéroport de Bastia Poretta, distant de 18 km, et le port de commerce, celui de Bastia à (24 km).

## Urbanisme

### Typologie
Au 1er janvier 2024, Rutali est catégorisée commune rurale à habitat dispersé, selon la nouvelle grille communale de densité à sept niveaux définie par l'Insee en 2022.
Elle est située hors unité urbaine. Par ailleurs la commune fait partie de l'aire d'attraction de Bastia, dont elle est une commune de la couronne,. Cette aire, qui regroupe 93 communes, est catégorisée dans les aires de 50 000 à moins de 200 000 habitants,.

### Occupation des sols
L'occupation des sols de la commune, telle qu'elle ressort de la base de données européenne d’occupation biophysique des sols Corine Land Cover (CLC), est marquée par l'importance des forêts et milieux semi-naturels (94,1 % en 2018), une proportion identique à celle de 1990 (94,3 %). La répartition détaillée en 2018 est la suivante : 
forêts (42,2 %), espaces ouverts, sans ou avec peu de végétation (27,5 %), milieux à végétation arbustive et/ou herbacée (24,4 %), prairies (3,8 %), zones urbanisées (2 %). L'évolution de l’occupation des sols de la commune et de ses infrastructures peut être observée sur les différentes représentations cartographiques du territoire : la carte de Cassini (XVIIIe siècle), la carte d'état-major (1820-1866) et les cartes ou photos aériennes de l'IGN pour la période actuelle (1950 à aujourd'hui).

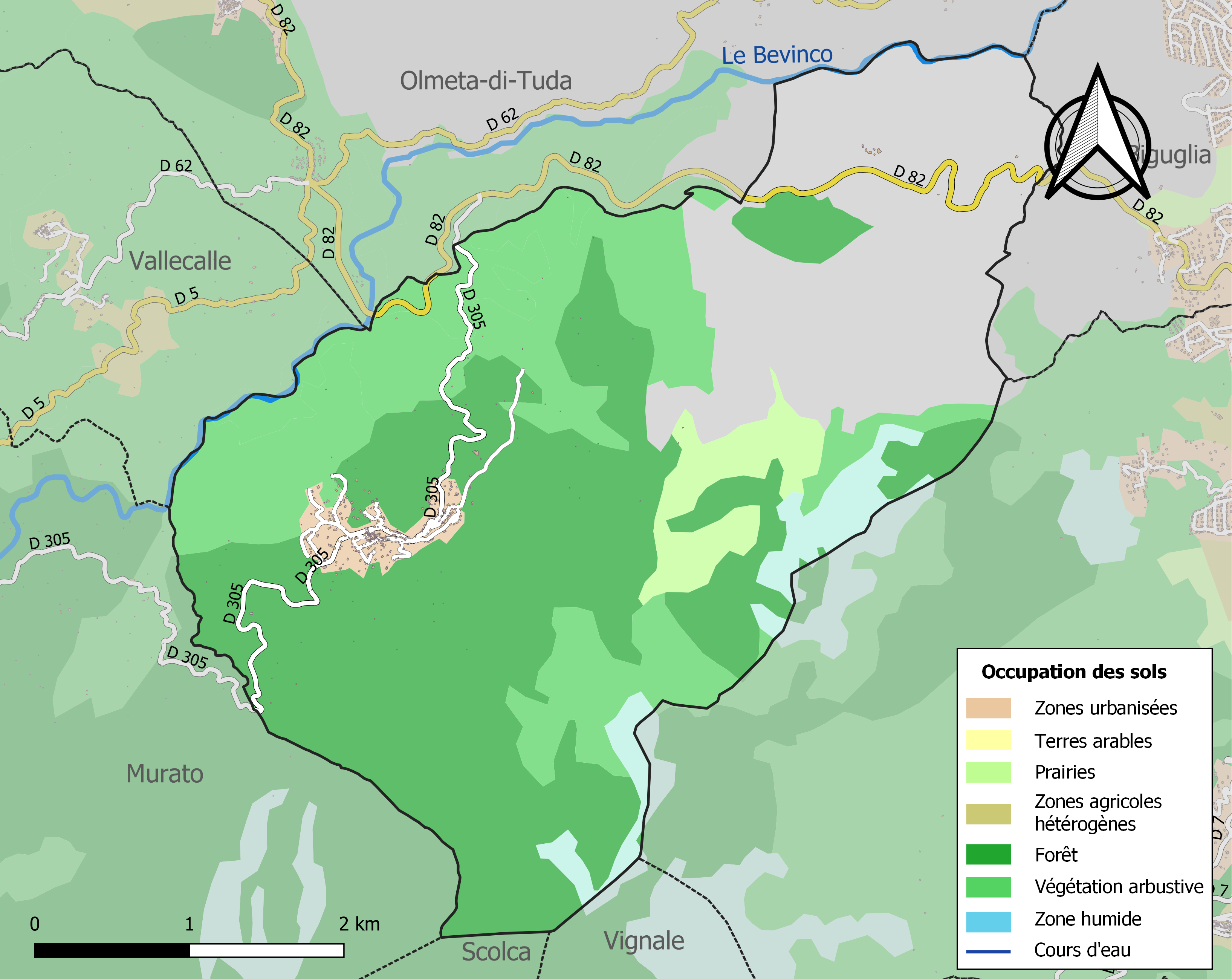
Carte des infrastructures et de l'occupation des sols de la commune en 2018 (CLC).

## Histoire

### Antiquité
Selon Ptolémée, les Cilebenses, occupaient l'ancien pays du Nebbio. Leurs principales civitates étaient Cersunum et Ostricon. Un des cinq évêques de la Corse avait sa résidence à Cersunum, /cathédrale de Nebbio.

### Moyen Âge
Au XIIe siècle, la Corse, placée par le Saint-Siège sous la suzeraineté de l'Église pisane, renaît de ses cendres. À cette date remonte la construction des églises de Saint-Michel, de Saint-Nicolas et de Saint-Césaire à Murato, commune voisine dans la partie orientale du Nebbio.
En 1123, le pape Innocent II élève à la dignité archiépiscopale dans l'église de Gênes, trois évêques en Corse : Mariana, Accia et Nebbio.
En 1264, Giudice de Cinarca, grand seigneur du sud, est proclamé comte de Corse. Il instaure dans l'île une guerre quasi permanente, s'allie à la Commune de Pise et s'oppose à Gênes. Il détient de puissantes forteresses et arrive à faire respecter son autorité malgré les réticences du clan de Giovanninello de Loreto, seigneur du Nebbio. En 1289, Giovanninello jure serment de fidélité à Pise et donne Et tota terram, villis, castra, iuridictiones, dominia, segnoriam, contile ....

### Temps modernes

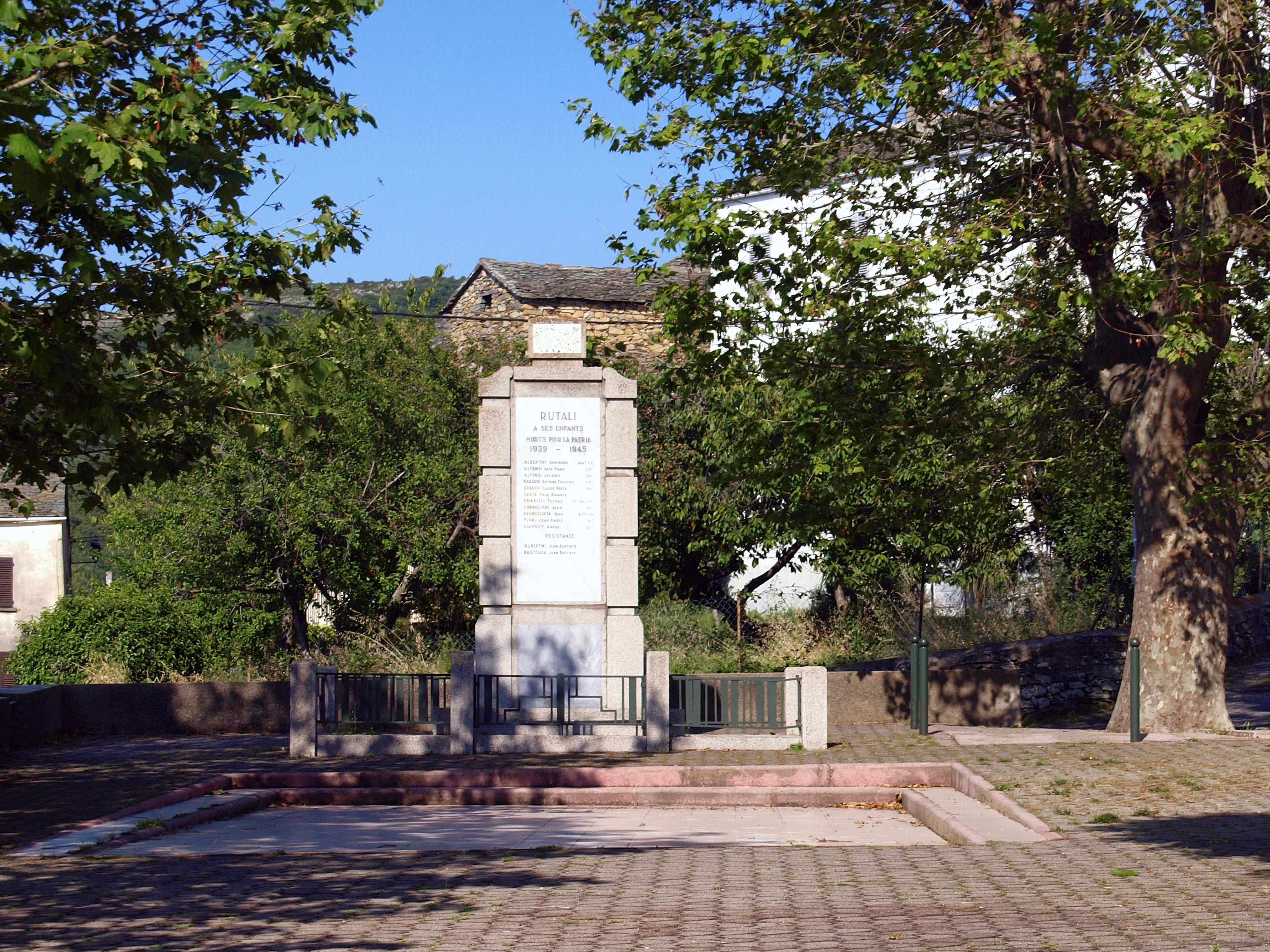
Monument aux morts.

Vers 1520, Rutali se trouvait dans la pieve de Rosoli (diocèse de Nebbio) qui comptait environ 600 habitants dans les lieux habités : Valdecalle, la Fussaggia, Proneta, Rutali, Olmeta, Rozzoli, lo Torreno, lo Piovano, la Prelesca.
Avant son départ de l'île en décembre 1565, le capitaine génois Stefano D'Oria ne manquait pas, toutes les fois qu'il en trouvait l'occasion, de causer des dommages aux populations qui refusaient de faire leur soumission aux Génois. « Ayant appris que les Corses rebelles allaient se rendre dans la piève de Nebbio pour lever les tailles, il y envoya en toute hâte deux compagnies formées de Corses au service des Génois, avec soixante hommes de sa propre compagnie, et Cammillo Cibo avec sa compagnie à cheval. Il y envoya également Pier Andrea de Casta. Stefano envoya brûler le village de Rutali où les Corses rebelles se tenaient. Les habitants furent pris et mis de force sur les galères, à l'exception du prêtre Polino de Lento, qui était alors chargé de l'administration spirituelle de cet endroit. Stefano se contenta de le mettre en prison. »..

### Époque contemporaine
- 1954 - Le canton de Murato est composé avec les communes de Murato, Piève, Rapale et Rutali.

## Politique et administration

### Liste des maires
| Période                                  | Période  | Identité            | Étiquette | Qualité |
| ---------------------------------------- | -------- | ------------------- | --------- | ------- |
| vers 1897                                | ?        | Emile Tonarelli     |           |         |
| avant 1988                               | 2014     | François Maroselli  | PRG       |         |
| mars 2014                                | En cours | Dominique Maroselli | PRG       | Employé |
| Les données manquantes sont à compléter. |          |                     |           |         |

## Population et société

### Démographie
L'évolution du nombre d'habitants est connue à travers les recensements de la population effectués dans la commune depuis 1800. Pour les communes de moins de 10 000 habitants, une enquête de recensement portant sur toute la population est réalisée tous les cinq ans, les populations de référence des années intermédiaires étant quant à elles estimées par interpolation ou extrapolation. Pour la commune, le premier recensement exhaustif entrant dans le cadre du nouveau dispositif a été réalisé en 2006.

En 2022, la commune comptait 519 habitants, en évolution de +36,22 % par rapport à 2016 (Haute-Corse : +5,15 %, France hors Mayotte : +2,11 %).
| 1800 | 1806 | 1821 | 1831 | 1836 | 1841 | 1846 | 1851 | 1856 |
| ---- | ---- | ---- | ---- | ---- | ---- | ---- | ---- | ---- |
| 403  | 391  | 387  | 259  | 453  | 468  | 508  | 528  | 520  |

| 1861 | 1866 | 1872 | 1876 | 1881 | 1886 | 1891 | 1896 | 1901 |
| ---- | ---- | ---- | ---- | ---- | ---- | ---- | ---- | ---- |
| 532  | 545  | 547  | 532  | 568  | 573  | 528  | 520  | 533  |

| 1906 | 1911 | 1921 | 1926 | 1931 | 1936 | 1946 | 1954 | 1962 |
| ---- | ---- | ---- | ---- | ---- | ---- | ---- | ---- | ---- |
| 523  | 531  | 518  | 516  | 514  | 516  | 525  | 529  | 218  |

| 1968 | 1975 | 1982 | 1990 | 1999 | 2006 | 2011 | 2016 | 2021 |
| ---- | ---- | ---- | ---- | ---- | ---- | ---- | ---- | ---- |
| 198  | 194  | 181  | 222  | 247  | 307  | 359  | 381  | 466  |

| 2022 | - | - | - | - | - | - | - | - |
| ---- | - | - | - | - | - | - | - | - |
| 519  | - | - | - | - | - | - | - | - |

### Enseignement
Le village possède une école primaire allant de la maternelle au CM2

### Santé
Le village est distant d'environ 23 km de l'agglomération bastiaise où se trouvent le centre hospitalier général de Bastia dans le quartier de Paese Novu (hôpital de Falconaja), une clinique (clinique Maymard) en centre-ville, une autre clinique spécialisée en ophtalmologie (clinique Filippi) quartier Saint-Antoine, la clinique Zuccarelli (quartier de Toga) et la polyclinique de Furiani.
Il n'y a pas de médecin à Rutali. Les plus proches se trouvent à Oletta distant de 10 km , Biguglia distant de 16 km et à Borgo distant de 17 km. La plus proche pharmacie est à Murato (6 km), de même que pour les kinésithérapeutes.
Une infirmière exerce sur la commune et alentours.

### Cultes

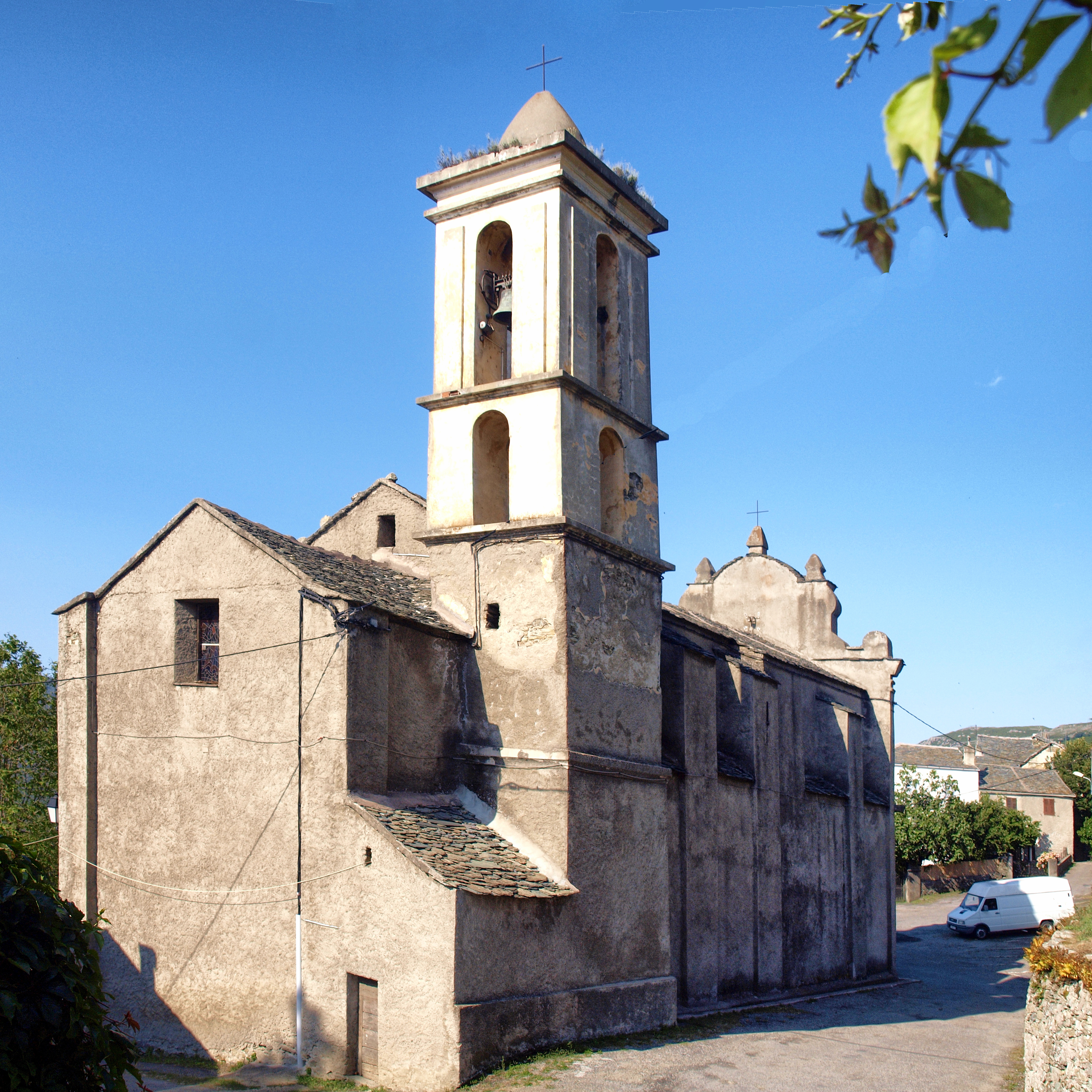
San Vitu.

L'église paroissiale San Vitu relève du diocèse d'Ajaccio.

### Manifestations culturelles et festivités
- Le 15 juin, le saint patron San Vitu est habituellement fêté.
- Le 12 août, pèlerinage à la chapelle Sainte Claire (Santa Chjara). Au matin, ont lieu à la dite-chapelle située à 798 m d’altitude, une messe suivie de procession jusqu’à un rocher qui domine le village et le Nebbiu.
- Le 16 août au soir, la statue de Saint Roch (San Roccu) est portée en procession autour du village. Cette procession est suivie d'une bénédiction et distribution des petits pains fabriqués par l'artisan-boulanger local.
- Il existe à Rutali, une ACCA (association communale de chasse agréée).

### Sports

#### Loisirs et randonnées
L'association « Opera di Rutali » a restauré une dizaine de constructions en pierre sèche et leurs aires de battage, des murs de clôture, des sources, etc., sur un parcours empruntant le tracé d'anciens chemins communaux ou sentiers. Sur ce parcours, situé à 1,5 km du village, le visiteur découvre aussi des traces de cultures en terrasses avec leurs murs de soutènement, des vestiges de bassins et de canaux d'irrigation, des monticules d'épierrement (maggeghje), des niches et des abris de bergers. Les grangettes restaurées sont des édifices au corps de base parallélépipédique (sauf dans un cas où il est circulaire) surmonté d'un cône surbaissé de grandes lauses débordant en rive. Un exemplaire a un dôme de terre.

## Culture locale et patrimoine

### Lieux et monuments
- Monument aux morts, place de l'église.

#### Pont génois de Torreno

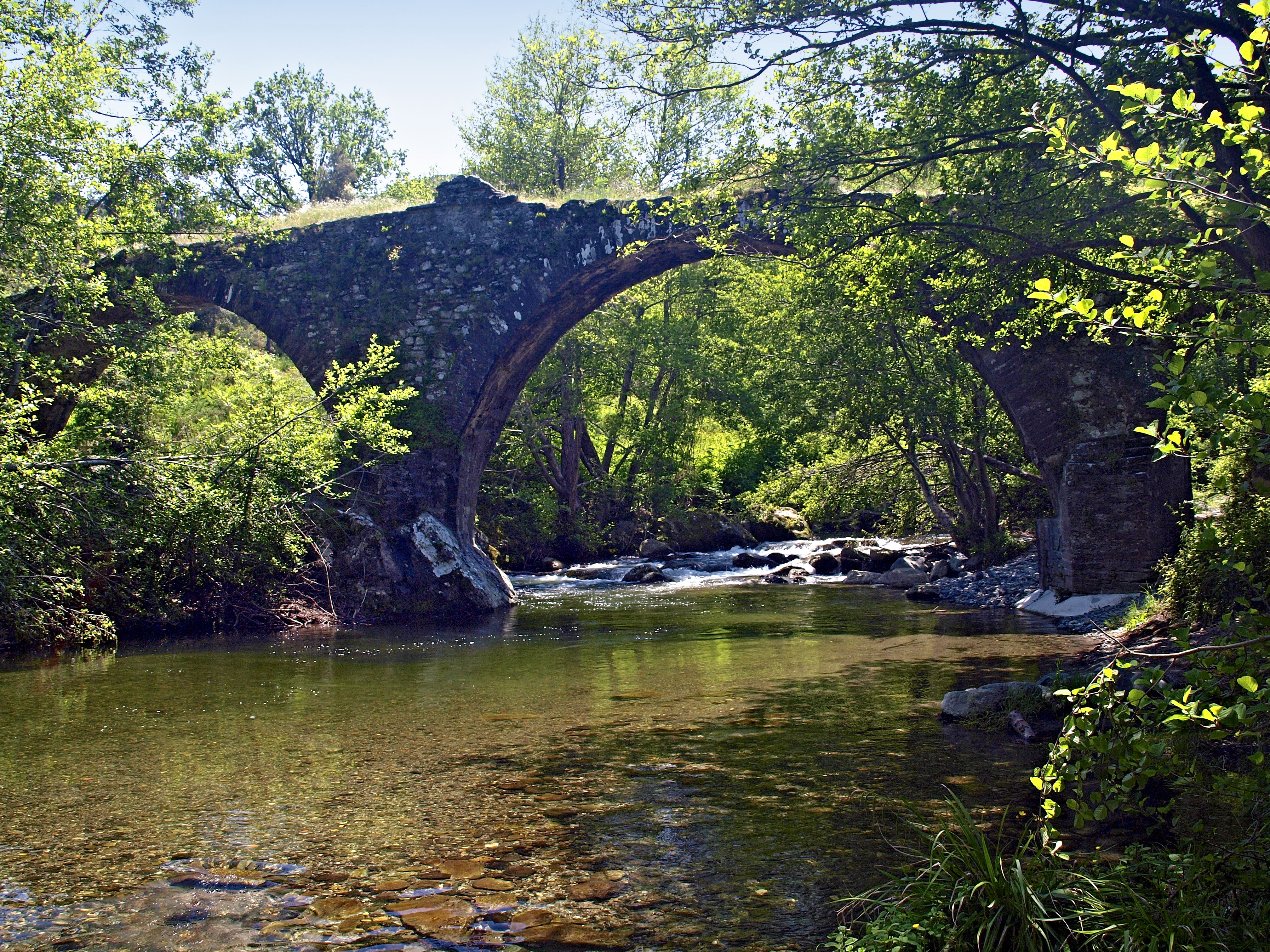
Pont de Torreno.

Le pont de Torreno est un pont à trois arches situé à une cinquantaine de mètres en amont du pont de la route D 82 sur le Bevinco à 317 m d'altitude, à la jonction du Bevinco et du ruisseau de Torreno. Cet ouvrage, qui date de l'époque génoise, a la particularité d'avoir ses trois piles construites sur une commune différente : Olmeta-di-Tuda, Murato et Rutali. Il était emprunté par les habitants de l'ancien village de Torreno, aujourd'hui disparu, qui lui a donné son nom, et par les bergers et leur troupeau lors des périodes de transhumance.

#### Chapelle de San Sari

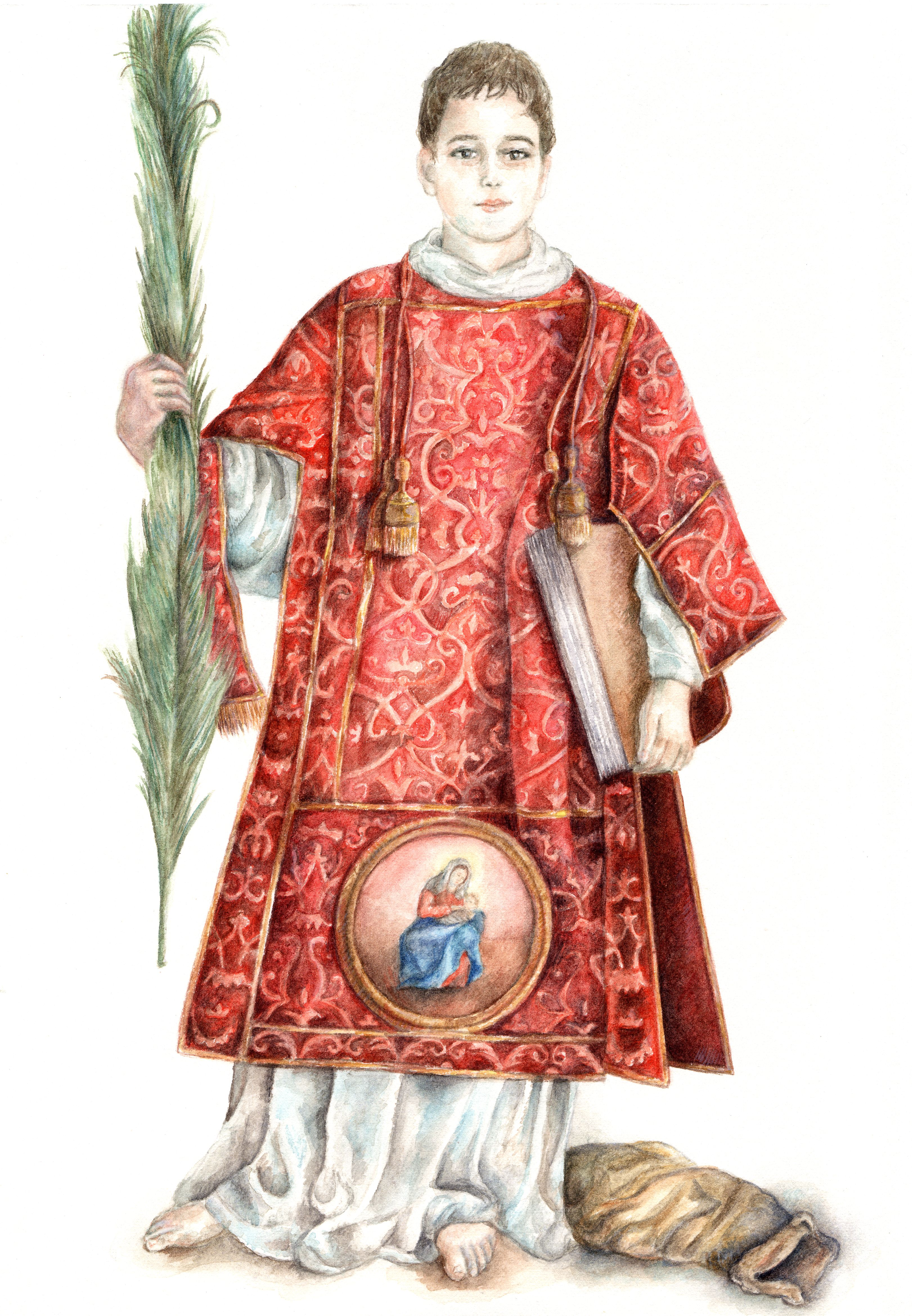
San Sari, Saint Césaire de Terracina.

La chapelle de San Sari (Saint-Césaire ou San Cesariu en Corse) dont il ne reste que des vestiges, se situe au lieu-dit San Vito. Elle était dédiée à saint Césaire de Terracina. En 1619, grâce à Mgr Castagnola, la chapelle remplacera sous le double vocable « San Vitu et San Cesareo » l'église romane de San Vitu.

#### ÉgliseSan Vitu

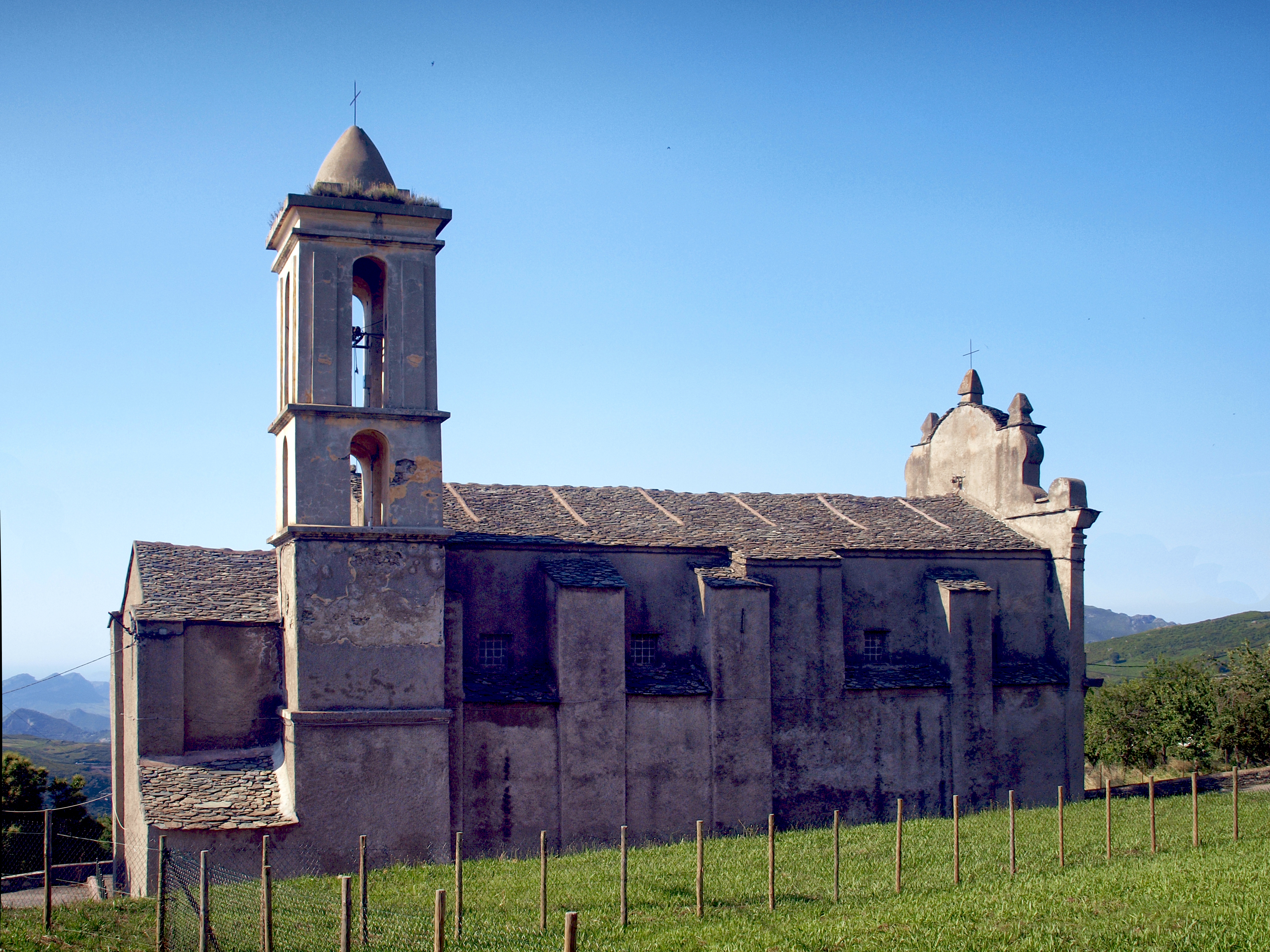
L'église San Vitu.

L'église paroissiale Saint Vitus (San Vitu), de style baroque corse, date du XVIIe siècle. Elle a été construite en remplacement de l’église San Vitu et San Cesareo abandonnée. Elle est appelée San Vito et San Modesto en 1638, puis San Vito depuis 1655.
L'édifice répond à quelques principes de base, avec une façade principale décorée, les autres façades sont uniformes, sans ornement.
La façade occidentale présente un découpage traditionnel baroque : symétrique, plan vertical plat, conçue à deux étages de même largeur, séparés par des corniches, scandés de pilastres et surmontés par un fronton. Ce fronton est séparé de l’étage intermédiaire par une corniche. Une niche est alignée avec le portail principal et la fenêtre de l’étage. L’étage inférieur est flanqué de deux niches de part et d’autre du portail. L’étage supérieur correspond à la nef.

#### Chapelle Santa Chjara

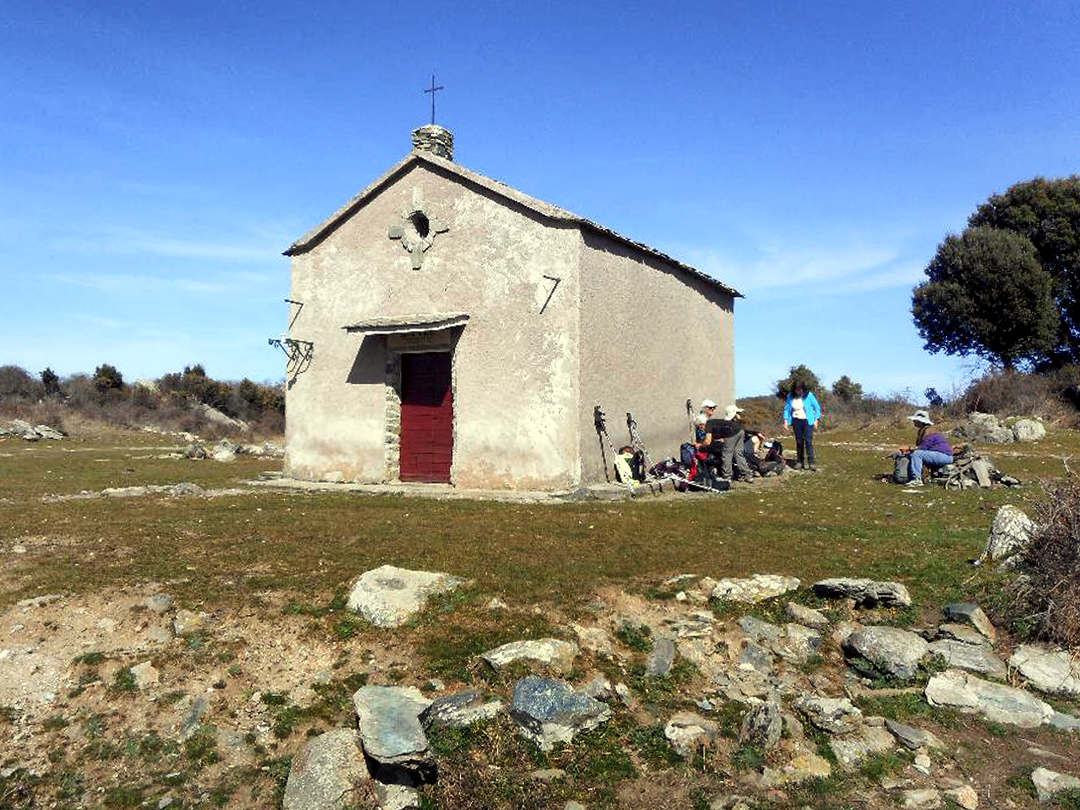
Chapelle Santa Chjara.

L'oratoire Sainte-Claire (Santa Chjara), chapelle rurale isolée, se situe à 798 m d’altitude, sur la ligne de crête au sud de la punta Rosso (812 m). Elle est un lieu de pèlerinage tous les 12 août.

L'édifice est de plan allongé, à chevet plat, au toit couvert de lauzes (teghje). Seule la façade principale, très simple, surmontée d'une croix au faîte, possède deux ouvertures : la porte et une fenêtre ronde au-dessus, permettant à la lumière d'éclairer l'intérieur.
L'édifice est repris à l'inventaire préliminaire du patrimoine de la Corse (bâti) sur la base de territoires pertinents (micro-régions de la Corse).

### Patrimoine naturel

#### Natura 2000
Sites d'Intérêt Communautaire (Dir. Habitat)
Massif du Tenda et forêt de Stella
La commune est concernée par un SIC de la directive « Habitats, faune, flore », d'une superficie de 3 055 ha, inscrit à l'Inventaire national du patrimoine naturel sous la fiche FR9400598 - Massif du Tenda et forêt de Stella.

### Personnalités liées à la commune
- André Maroselli (1893-1970), homme politique.